# 김형일 (1923년)
김형일(金炯一, 1923년 10월 28일 ~ 1978년 6월 3일)은 대한민국의 군인 출신의 대한민국 정치인이다. 제6,7,8,9대 국회의원을 지냈다.

## 생애
1960년 민주당이 집권한 뒤 이종찬 장군은 국무총리 장면을 찾아 박정희 장군의 중용을 건의하였다. 그러나 장면은 이 문제에 대한 확답을 주지 않고 매그루더 사령관을 찾아가 논의하였다. 얼마 후 매그루더는 대한민국의 육군본부에 박정희의 신원조회를 요청하였다.
육군참모차장으로 있던 김형일은 '박정희는 레프트(좌익)다'고 답변하였다. 그의 확답을 받은 매그루더는 장면을 찾아 '그런 사람을 어떻게 그런 요직에 앉혀뒀냐'며 항의하였다. 당시 육군본부 작전참모부장으로 있던 박정희는 이 일이 있은 후 2군 부사령관으로 전출당하였다.
이때 박정희의 신원을 매그루더에게 전한 뒤 좌익으로 지목한 김형일은 이 일로 박정희와 등을 지게 되었으며, 5.16 군사정변 후 군정에 반대하다가 국방부 장관 특별 보좌관 자리에서 해임 당했다.<이근식>
그 뒤 2년간 미국에 유학 다녀온 후 귀국, 야당으로 투신하였다. 그는 6대 국회 때 정부전복 음모에 연루돼 옥고를 치르기도 했다. 9대까지 내리 4선을 하면서 신민당 원내총무 등을 역임하였고 1978년 고혈압으로 사망하였다.

## 같이 보기
- 장면
- 매그루더
- 박정희

## 역대 선거 결과
|  | 20.1% |

|  | 48.89% |

|  | 58.88% |

|  | 41.74% |